# Pedro Castex Lainfor
Pedro Castex Lainfor (Curuzú Cuatiá, 14 de septiembre de 1898-Buenos Aires, 30 de julio de 1969) fue un militar argentino perteneciente al Ejército Argentino y posteriormente a la Fuerza Aérea Argentina. Accedió a la jerarquía de brigadier y fue comandante de la aeronáutica desde el 10 de noviembre de 1945 hasta el 19 de julio de 1946.

## Familia
Pedro Castex Lainfor nació el 14 de septiembre de 1898, sus padres fueron Miguel Marcelino Castex Madariaga y María Lainfor. Pedro fue el segundo de los seis hijos del matrimonio. Su hermano Juan Guillermo era cinco años mayor que Pedro y los otros cuatro hermanos eran Carlina Elisea, María Haydeé, María Paula Silvia y Miguel Joaquín. El Brigadier Pedro Castex Lainfor estaba casado con Susana Anabia Beascochea. De este matrimonio nacieron cinco hijos: Daniel, Susana, Carlina, Pedro y Silvia.

## Carrera

### Oficial del Ejército Argentino
Terminados sus estudios secundarios, Castex Lainfor decidió seguir la carrera militar. Ingresó al Colegio Militar de la Nación en marzo de 1917, del cual egresaría dos años más tarde como subteniente. El 16 de agosto de 1920 inició el curso de aviador militar en la Escuela Militar de Aviación del cual se graduó el 12 de enero de 1922.
En diciembre de 1922, siendo teniente, participó de uno de los cuatro viajes al interior del país, autorizados por el coronel Enrique Mosconi, que partieron de la base de El Palomar, terminaron respectivamente en Mendoza, Posadas, Río Gallegos y Salta. Castex Lainfor participó en el vuelo que llegó hasta Río Gallegos. El líder de la escuadrilla era el capitán Antonio Parodi y sus numerales eran los tenientes Alfredo Miguel Paladino, Pedro Castex Lainfor, Jorge Ernesto Souville y el sargento Primero Juan A. Carrizo. Con el objetivo de sacarle el mayor rédito posible a los vuelos para instruir al personal, el comando de la Escuadrilla fue alternándose durante los vuelos. En las más de treinta horas de navegación se practicaron observaciones aéreas, se corrigieron detalles en la cartografía y el terreno, se ejecutaron prácticas de vuelos en formación y se efectuó a su vez un estudio sobre las condiciones meteorológicas.
La función que le cupo al teniente Castex Lainfor durante esta misión consistió en estar a cargo del embalaje de los aviones para el embarque en el ferrocarril y en ser jefe de convoy con un destacamento de custodia del material en su trayecto hasta Carmen de Patagones.
Hasta ese momento ningún aviador civil o militar había realizado alguna vez este trayecto desde el aire. Los aviadores no tenían un gran conocimiento de la región, ni de la topografía. Tampoco sabían las características de los sitios donde deberían aterrizar y nunca habían experimentado un vuelo con las condiciones meteorológicas de la región citada. Este viaje fue llevado a cabo sin disponer de cartografía aeronáutica y contando únicamente con la desactualizada cartografía terrestre. Uno de los temas a practicar, era la navegación aérea y la orientación del personal aeronavegante. Sin embargo, el Instituto Geográfico Militar realizó una confección de la cartografía orientadora para llevar a cabo este vuelo. Parte del éxito de la operación se debió a que el personal navegante y de apoyo disponían de su carta de navegación.

#### Participación en el golpe de Estado de 1930

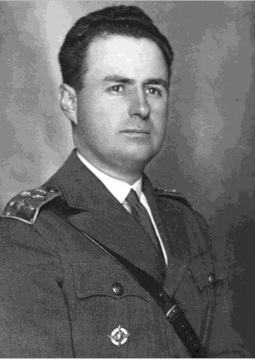
Pedro Castex Lainfor en 1930, cuando era capitán.

El por entonces capitán Pedro Castex Lainfor, destinado en la base aérea de El Palomar, adhirió a los planes del teniente general José Félix Uriburu de derrocar al presidente Hipólito Yrigoyen. La mayoría de los oficiales de la Aviación de Ejército simpatizaba con los planes golpistas de Uriburu. Sobre todo en la oficialidad joven.
Durante las últimas horas del 5 de septiembre, el director general de Aeronáutica coronel Jorge Bartolomé Crespo convocó a los oficiales de la base aérea para felicitarlos por la disciplina y la unidad y para solicitarles no adherir al movimiento dispuesto a interrumpir el orden institucional del país. Sin embargo, tras ese evento, los oficiales rebeldes realizaron una nueva y secreta reunión. Y fue en este cónclave donde se acordó que los cabecillas de las filas golpistas en El Palomar serían los capitanes Pedro Castex Lainfor y Claudio Rosales. Y que el enlace entre la base y el Teniente General José Félix Uriburu sería el Teniente Primero Edmundo Sustaita. Sustaita promovió conversaciones políticas y buscaba conocer la opinión de cada oficial de la Base El Palomar para calcular las posibilidades de que éstos pudieran o no plegarse al golpe de Estado que se estaba gestando.
En la madrugada del 6 de septiembre de 1930, tal como estaba pactado, Castex Lainfor y Rosales se sublevaron y arrestaron a todos los oficiales que no adherían al golpe de Estado. El secretario de la Dirección General de Aeronáutica, el ahora Mayor Antonio Parodi, se apersonó a la Base a las 7 de la mañana, momento en el cual algunas escuadrillas de aviones ya se encontraban haciendo vuelos de reconocimiento y arrojando panfletos alentando a la población a apoyar el derrocamiento de Hipólito Yrigoyen.
Parodi, totalmente ajeno a la sublevación, fue arrestado por un subteniente. Cuando el ya desarmado y arrestado Mayor Claudio Parodi se encontraba en la pista de la base, se encontró con Pedro Castex Lainfor, el mismo subteniente que había aprendido a volar hacía ocho años con él. Cuando Parodi descubrió el papel que cumplía su antiguo subordinado se produce el siguiente diálogo:

(Parodi) Pero, Capitán, ¿qué están haciendo ustedes?. Están colocando a la aviación por el suelo

(Castex Lainfor) No, mi Mayor. Esta es la única vez que la aviación está en el aire.
Diálogo entre el Mayor Antonio Parodi y Pedro Castex Lainfor.

Posteriormente Parodi fue llevado detenido, con la custodia de un centinela, a la comandancia de la base.
El principal peligro que corría la Base Aérea Militar del Palomar era que las tropas de Campo de Mayo al mando del coronel Avelino Álvarez, leal al gobierno constitucional, tomasen por asalto dicha base tal y como había anunciado el Coronel Álvarez.
Pedro Castex Lainfor, consciente de la amenaza que significaban los hombres al mando de Álvarez, ordenó que se efectuara una celosa vigilancia en distintos puntos cercanos a la base aérea para evitar cualquier sorpresa. También consideró la opción de bombardear con sus aviones a las tropas que estuviesen avanzando desde Campo de Mayo.
En últimas horas de la tarde el teniente coronel Pedro Zanni, comandante de la Aviación Militar, que estaba de licencia tras haberse casado, llegó a la Base del Palomar y se plegó al golpe. Organizó junto a Castex Lainfor la defensa de la base. Se desplegaron aeronaves para operaciones de bombardeo y montaron varios nidos de ametralladoras alrededor de la base sediciosa.
Todo terminó cuando a las 18 horas el presidente Hipólito Yrigoyen y el vicepresidente Enrique Martínez habían sido desalojados del poder por el Teniente General José Félix Uriburu, iniciándose un período de inestabilidad institucional que prevaleció en Argentina hasta 1983.

#### Carrera militar después del golpe
Tras el golpe de Estado del cual Castex Lainfor participó activamente, fue promovido a mayor y fue subdirector de la Escuela Militar de Aviación. El 9 de enero de 1931, tras fallecer el director, Castex Lainfor asume interinamente la dirección del instituto militar. El 11 de junio de 1932 es confirmado en el cargo de Director de la Escuela Militar de Aviación hasta el 18 de enero de 1937.
El 4 de enero de 1945 es creada la Fuerza Aérea Argentina, y el general de brigada Pedro Castex Lainfor fue dado de alta en el escalafón de la Aeronáutica Militar permanente con el grado de brigadier, el equivalente al grado que ostentaba dentro de las filas del Ejército.

## Titular de la Fuerza Aérea Argentina
El 10 de noviembre de 1945 se designó al brigadier Pedro Castex Lainfor como nuevo comandante de la Fuerza Aérea Argentina en reemplazo del saliente comodoro Oscar Muratorio, quien había asumido dicho cargo hacía solo siete días.
Castex Lainfor permaneció frente al Comando de la aeronáutica por ocho meses, debido a que el 19 de julio de 1946 fue relevado del cargo. En su lugar fue designado el ahora brigadier Oscar Muratorio, su antecesor en el cargo, que volvió a estar al frente de la Fuerza Aérea Argentina hasta el 4 de octubre de 1951.
Posteriormente a su retiro fue encarcelado por 6 meses, debido a razones presuntamente políticas. El 21 de enero de 1970, fue declarado Precursor y Benemérito de la Aeronáutica Argentina.